# Norra Fågelås distrikt
Norra Fågelås distrikt är ett distrikt i Hjo kommun och Västra Götalands län. 
Distriktet ligger söder om Hjo vid västra stranden av Vättern. 

## Tidigare administrativ tillhörighet
Distriktet inrättades 2016 och utgörs av Norra Fågelås socken i Hjo kommun.
Området motsvarar den omfattning Norra Fågelås församling hade vid årsskiftet 1999/2000.